# Église Saint-François-Xavier de Kaunas
L'église Saint-François-Xavier (en lituanien : Šv. Pranciškaus Ksavero bažnyčia) est situé dans la vieille ville de Kaunas, en Lituanie. L'église, dédiée à Saint François Xavier, a été construite sur la place de l'Hôtel de Ville par les Jésuites. Les Jésuites ouvrirent leur première résidence à Kaunas en 1642 et établirent une chapelle dans la maison de Perkūnas en 1643. Plus tard, ils fondèrent également une première école dans la ville en 1649. La construction de l'église a commencé en 1666 et s'est achevée en 1720, l'église a été consacrée en 1722,,,,.
Le gouvernement tsariste russe a donné l'église à l'église orthodoxe pour son usage en 1824. L'église ne fut à nouveau attribuée aux Jésuites qu'en 1924. Après l'occupation de la Lituanie par l'Union soviétique, l'église Saint-François-Xavier a été transformée en école technique, l'intérieur de l'église a été utilisé comme salle de sport. L'église fut rendue aux Jésuites en 1989 et sa rénovation eut lieu en 1992.

## Galerie

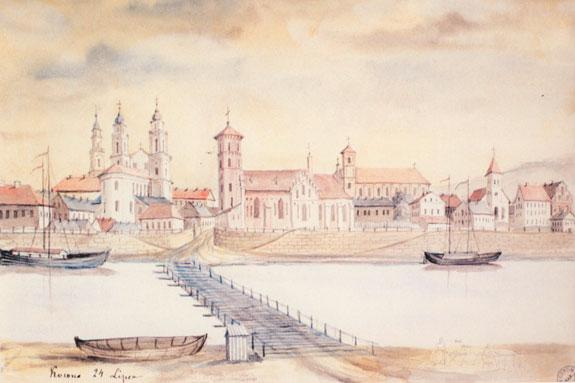
Peinture de la vieille ville de Kaunas, 1875
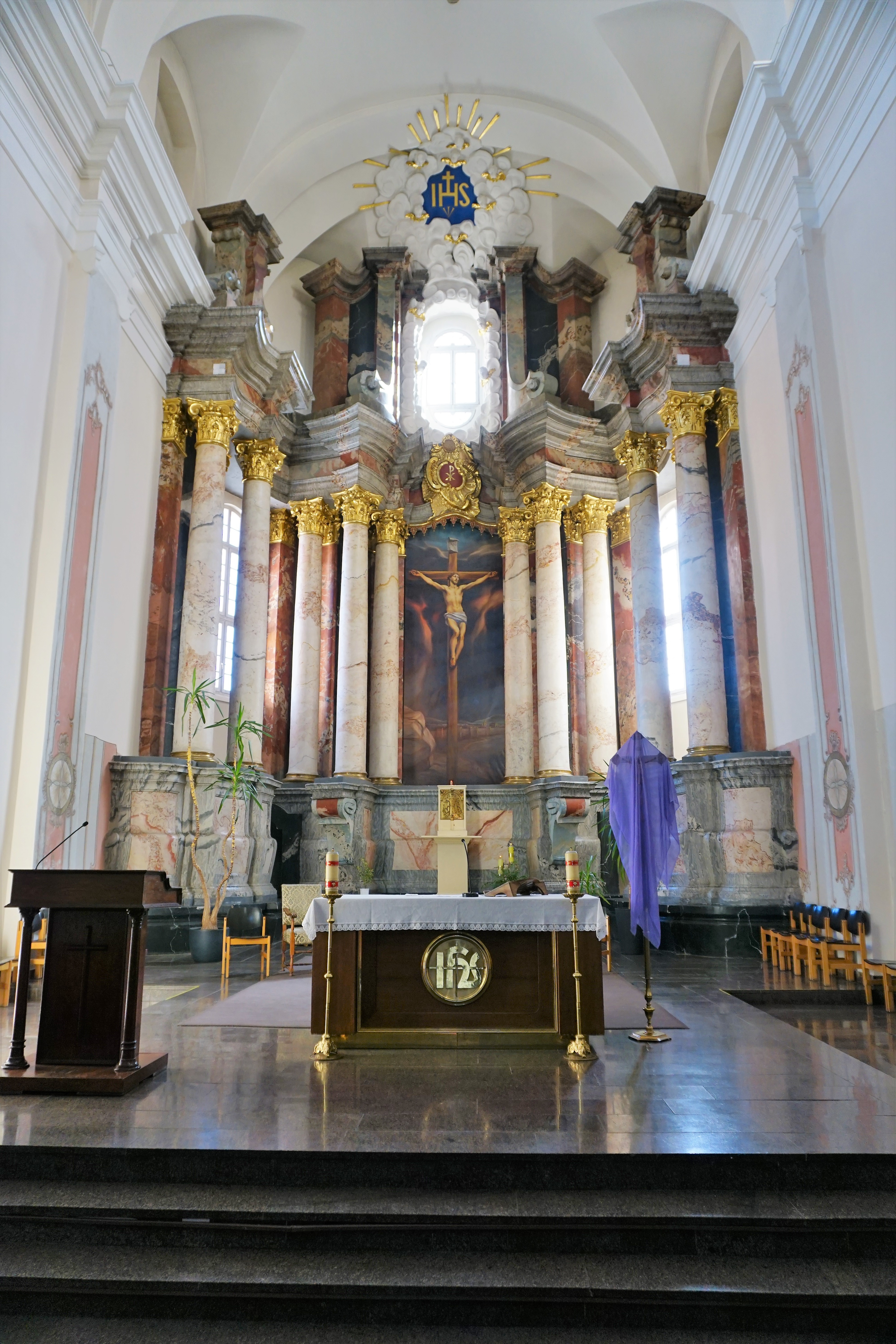
Autel central
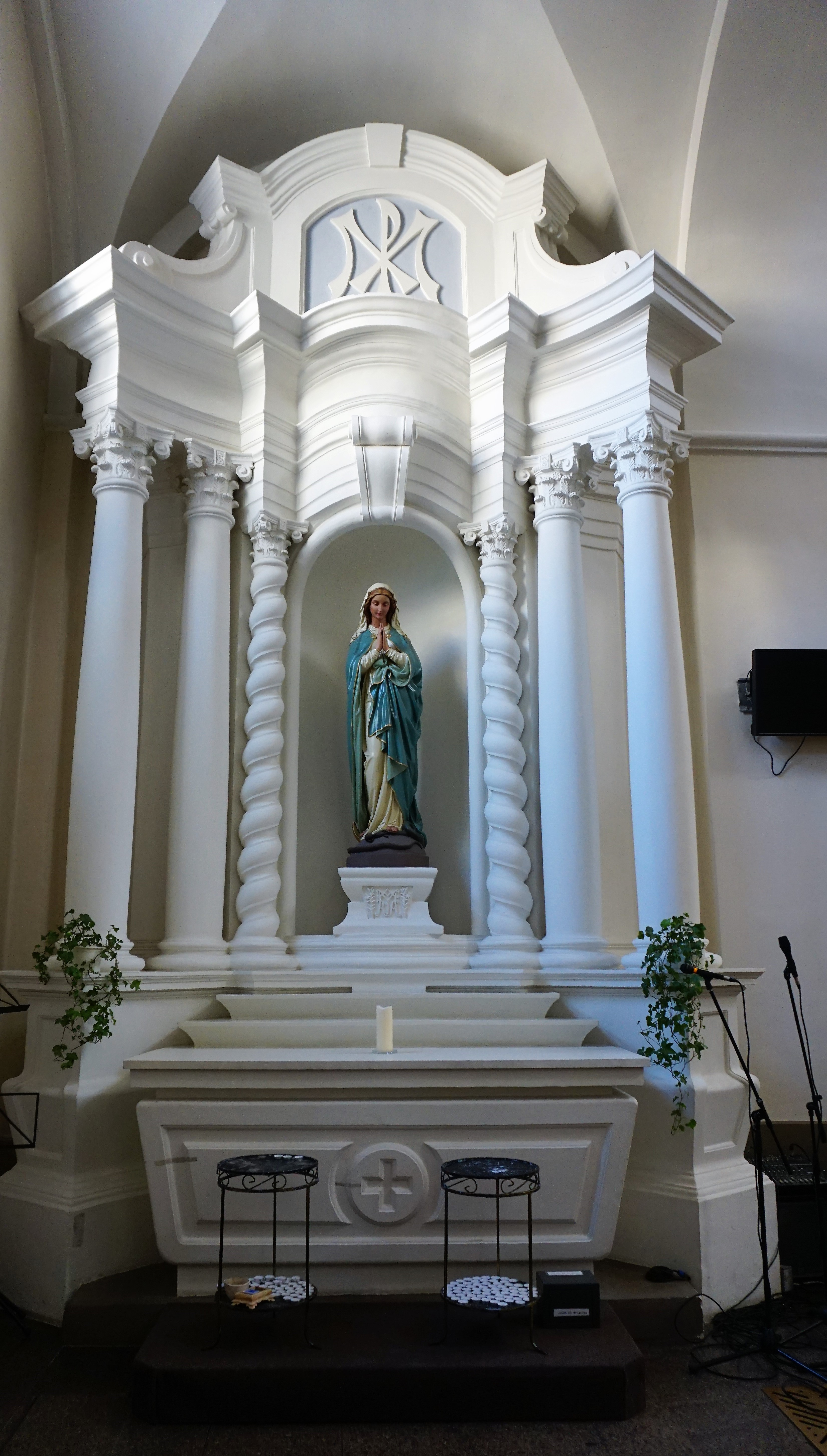
L'un des autels
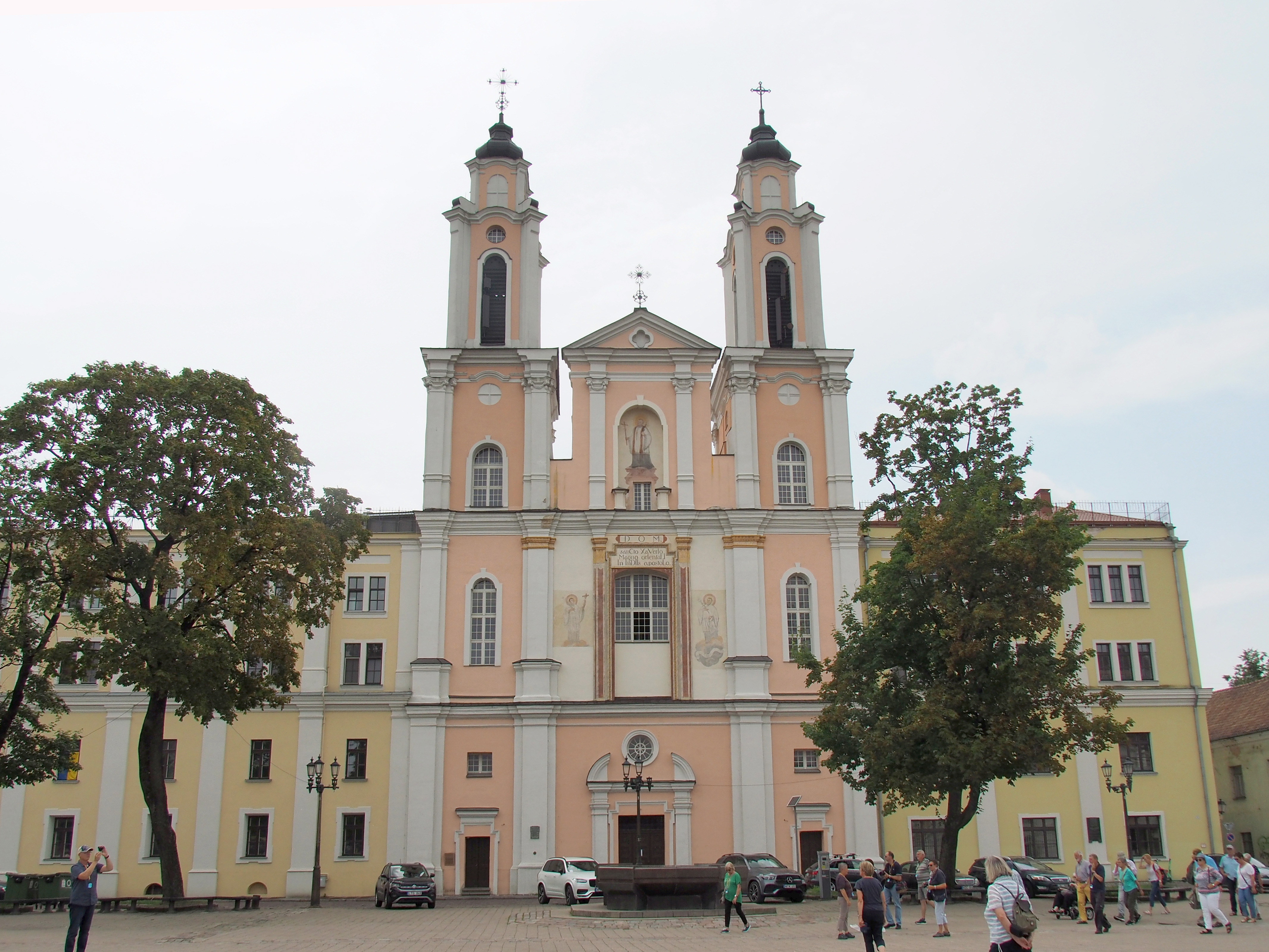
Vue avec les bâtiments du monastère
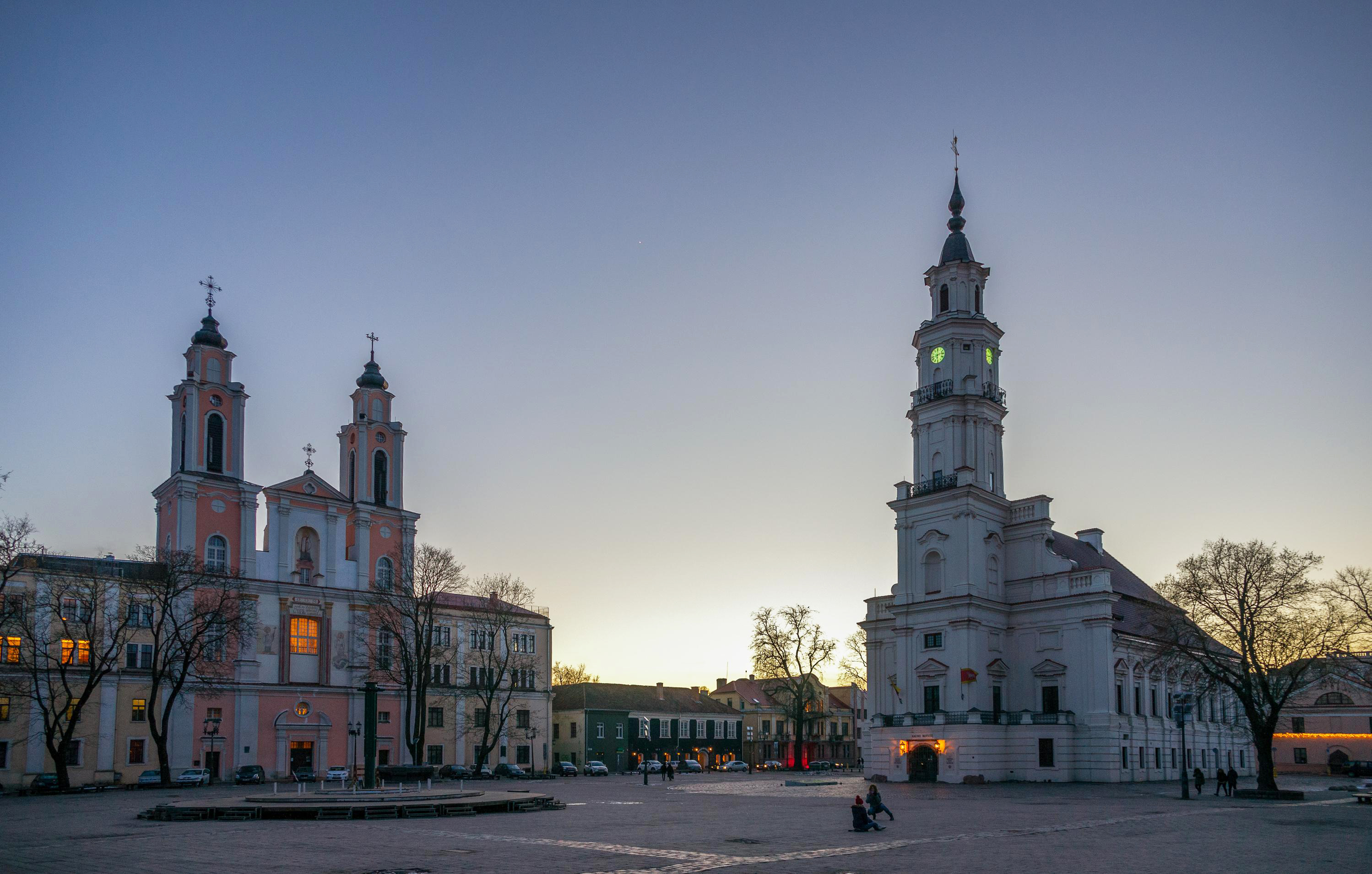
Église Saint-François-Xavier et hôtel de ville de Kaunas
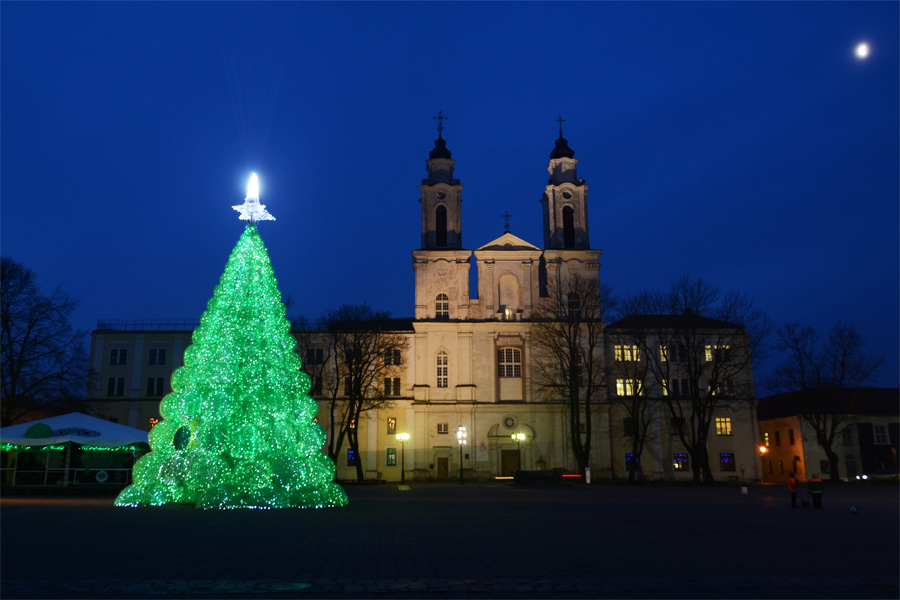
Arbre de Noël près de l'église

## Source de traduction
- (en) Cet article est partiellement ou en totalité issu de l’article de Wikipédia en anglais intitulé « Church of St. Francis Xavier, Kaunas » (voir la liste des auteurs).